# Andrej Kosič
Andrej Kosič, slovenski slikar, * 20. september 1933, Rupa pri Mirnu.

## Življenje[3]
Andrej Kosič se je rodil 20.septembra 1933 v Rupi pri Mirnu očetu Benediktu in materi Gizeli Tomsič. Vojni čas je Andrej z družino preživel v Ilirski Bistrici, po krajšem bivanju v Mirnu in domači hiši v Rupi se je nato preselil v Gorico.
Obiskoval je osnovno šolo v Ilirski Bistrici v italijanskem (1939-43) in slovenskem jeziku (1943-44). Po dveh letih slovenske gimnazije v Ilirski Bistrici se je leta 1947 preselil z družino na Goriško. Najprej v Miren, nato v Rupo in šele potem v Gorico, kjer je njegov oče odprl delavnico in trgovino s čevlji. 1949 je Kosič opravil 3. rok slovenske strokovne šole v Gorici, potem se je vpisal na italijansko dvoletno trgovsko šolo, ki je ni dokončal. Poleg vsega je tudi pomagal očetu v trgovini in obiskoval večerne tečaje. Po Benediktovi smrti (1964) je prevzel vodstvo trgovine v Raštelu v Gorici. 
Prve napotke za slikanje je Andrej prejel pri akademsko izobraženi rojakinji s. Mariji Adelgundis v zavodu Notre Dame; pri nekaterih goriških slikarjih se je pozneje seznanil z raznimi slikarskimi tehnikami. Prve skupinske razstave v Gorici se je udeležil leta 1954, samostojno pa je začel razstavljati 1959. Družil se je z različnimi umetniki, se udeleževal raznih likovnih kolonij in srečanj. 
Pred nekaj leti je v ulici Raštel odprl tudi lastno galerijo, odprto umetnikom s podobnimi stremljeni, in s tem še dodatno obogatil kulturni utrip Gorice. 
Še vedno živi in ustvarja v Gorici. Z veseljem in ljubeznijo upodablja v akvarelih in oljih kraški in vipavski svet, posebej priljubljen mu je motiv kraške jeseni, ki je zanj najpomembnejši letni čas.

## Nagrade in priznanja[6]
- 1975: Ferrara, Posebna nagrada
            Malta, Nagrada ocenjevalne komisije
- 1976: Vigevano, Kolajna E.P.T Pavia
           Cerusco (Milan), Bronasta kolajna
           Luxembourg, Plaketa Elena G. Tutino
           Bruxelles, 4. Bienal - Nagrada ocenjevalne komisije
           Villafranca, Pokal Lascart
           Vittorio Veneto, Pokal in diploma
- 1977: Genova, Mednarodna razstava akvarelov - Plaketa (4. nagrada)
           Marcon (Benetke), Mednarodni natečaj
           B. Longhena - Srebrna kolajna
           Paris, Pokal Président de l’Association de la Critique Française
- 1978: Alba (Ferrara), Državna revija Miniquadro - 13. nagrada
           Marseille, Nagrada za krajino
           Vigevano, Nagrada Trofeo Gallerie Casarico
           Bamberg, Nagrada Victoria Alata
-1979: Trst, Natečaj Matita d’oro za mali format - 2. nagrada
           Krakow, Nagrada ocenjevalne komisije
           Malta, Nagrada Sea CEIC
- 1980: Strasbourg, 4. Evropski bienale - Pokal predsedstva za krajino
           Viterbo, Nagrada ocenjevalne komisije
           Medalja komiteja Croce Bianca (beli križ)
- 1981: Paris, 26. mednarodna razstava - Pokal za krajinski akvarel
- 1982: Luxemburg, 7. evropski bienale CIEC - Posebna nagrada
           Neapelj, 7. bienale nabožne umetnosti - Srebrna kolajna
           Gorica, Razstava slik malega formata - 1. nagrada
- 1983: Tokyo (Japonska), Posebna nagrada za akvarel
- 1984: Rim, 8. evropski bienale - Absolutna 1. nagrada Coppa d’Europa za krajino
- 1989: Las Vegas (ZDA), Nagrada ocenjevalne komisije
- 1992: Gorica, Posebna nagrada za akvarel
-1999: Levico, Nagrada Farfalla d’oro Citta di Levico za akvarel
-2015: Gorica, Močnikov dom, 28. nagrada Dušana Černeta za življenjsko delo

## Samostojne razstave (po l. 2003)[7]
- 2004: Tolmin - Tolminski muzej
- 2005: Miren - Mirenski grad, Gnidovčev dom, Akvareli in olja
- 2007: Gorica - Kmečka banka, Dobrovo - Grad Dobrovo, Galerija Zorana Mušiča
-2008: Sežana - Velika Galerija Kosovelovega doma, Akvareli
- 2009: Opčine - Galerija Milko Bambič, Kočevje - Muzej Kočevje
- 2011: Gorica - Kulturni dom
- 2012. Trst - Palača Deželnega sveta, Ljubljana - Poslovni prostori CSG
- 2013: Gorica - Kulturni dom, Državna knjižnica
-2015: Gorica - Kulturni center L. Bratuža, Trst - Društvo slovenskih izobražencev,  Peterlinova dvorana, Ljubljana - Galerija Družina
-2016: Kojsko - Praznovanje Svetega križa
-2017: Gorica - Državna knjižnica, Cerje - Prireditev ob mednarodnem dnevu miru, Tinje -  Katoliški dom prosvete, Špeter - Beneška galerija
-2018: Logatec - Dom Marije in Marte, Krmin - Palača Locatelli, Šmartno - Hiša kulture
-2021: Nazarje - Jakijeva hiša, Galerija Nazarje

## Skupinske razstave (po letu 2003)[8]
-2005: Gorica, Kulturni center L. Bratuž
-2006: Gorica - Državna knjižnica, Šempeter pri Gorici - Coroninijev dvorec
-2007: Zemono - Dvorec Zemono, Kanal ob Soči - Galerija Rika Debenjaka, Gorica - Galerija Ars
-2008: Gorica - Kulturni center L. Bratuž, Ljubljana - Galerija Družina, Sežana - Kosovelov dom, Maribor - Galerija Ars sacra 
-2009: Jazbine - Kmetija Komjanc
-2011: Gorica - Kulturni dom
-2012: Gorica - Kulturni center L. Bratuž, Monošter - Rokovanje kultur
-2012: Trst - Dvorana Čarovnic
-2013: Gorica - Palača Attems Petzenstein, Gorica - muzej Sveta Kiara, Bruselj - Stalno predstavništvo Republike Slovenije pri EU, Gorica - Kulturni center L. Bratuž
-2015: Ajdovščina - Mednarodni bienale akvarela Castra 15
-2016: Gorica - Kulturni center L. Bratuž, Zemono - Dvorec Zemono
-2017: Ljubljana - Galerija Družina
-2018: Logatec - Dom Marije in Marte, Koper - Pretorska palača
-2021: Gorica - Kulturni dom